# Бад Гаузер
Лемюел Кларенс «Бад» Гаузер (англ. Lemuel Clarence "Bud" Houser; нар. 25 вересня 1901 — пом. 1 жовтня 1994) — американський легкоатлет, який спеціалізувався в штовханні ядра та метанні диска.

## Із життєпису
Дворазовий олімпійський чемпіон з метання диска (1924, 1928). Олімпійський чемпіон зі штовхання ядра (1924).
Призові місця на чемпіонатах США:
- : штовхання ядра (1921, 1925), метання диска (1925, 1926, 1928);
- : метання диска (1922);
- : штовхання ядра (1923, 1926), метання диска (1923).

Переможець олімпійських відбіркових змагань США зі штовхання ядра (1924) та метання диска (1924, 1928).
Ексрекордсмен світу з метання диска (48,20; 1926).
По завершенні спортивної кар'єри працював стоматологом.

## Визнання
- Член Зали слави легкої атлетики США (1979)